# CircoLoco Records
CircoLoco Records é uma gravadora estadunidense independente fundada em 2021 através de um joint venture pela organizadora de festas de dance music CircoLoco com a desenvolvedora de jogos Rockstar Games.

## História
A desenvolvedora de videogames Rockstar Games e o ícone da cultura do clube de Ibiza, CircoLoco, anunciaram no dia 24 de maio de 2021, o lançamento da nova gravadora independente CircoLoco Records. A CircoLoco Records lançará seu primeiro projeto, a coletânea Monday Dreamin’, em julho, e fará a divulgação do álbum com lançamentos semanais de EP individuais a partir de 4 de junho,. O projeto contará com novas músicas de 20 artistas escolhidos a dedo pelo CircoLoco e pela Rockstar que refletem a história do CircoLoco, dizem as duas empresas. Os artistas do álbum, todos os quais tocaram sets para festas do CircoLoco no passado, incluem Luciano, Seth Troxler, Lost Souls of Saturn e Tokimonsta junto com vários outros atos.
Nem a Rockstar nem a CircoLoco são companhias musicais diretas, mas ambas foram imersas e definidas pela cultura musical desde sua fundação. Por 20 anos, o CircoLoco tem sido influente na cena da dance music por meio de suas festas em Ibiza com sets de muitos DJs como Luciano e Tale of Us, enquanto a música tem sido um foco agudo em todas as franquias massivamente populares da Rockstar, incluindo Grand Theft Auto e Red Dead Redemption. “Tanto o CircoLoco quanto o Rockstar têm uma verdadeira paixão pela música, então foi muito natural nos unirmos e para o Rockstar dar esse passo conosco”, diz Nick Benedetti do CircoLoco. “Este primeiro lançamento representará 22 anos de história da CircoLoco como uma marca de longa data em música eletrônica. Mas para o futuro, queremos criar novas colaborações e cruzamentos e procurar talentos para fornecer uma plataforma e estender o alcance para novos artistas. ”
Uma parceria de gravadora entre um popular promotor de clube e um desenvolvedor de videogame apresenta oportunidades claras de promover novas músicas, seja por meio de eventos ao vivo ou amplas oportunidades digitais. Embora CircoLoco e Rockstar não tenham descartado tais experiências a longo prazo, eles dizem que o selo permanecerá separado dos negócios das duas empresas por enquanto. 
A influência do CircoLoco vem da cena de festa mais tradicional, mas a Rockstar nasceu em meio à era digital. Artistas como Frank Ocean e Julian Casablancas têm suas próprias estações de rádio no recurso de rádio do jogo do GTA Online, e a Rockstar lançou uma boate virtual no jogo no ano passado com sets de DJs como Moodymann e Palms Trax. Em outro lugar, artistas como Willie Nelson, Josh Homme e D’Angelo gravaram músicas para a trilha sonora de Red Dead Redemption 2 em 2018. O fundador da Rockstar Games, Sam Houser, começou sua carreira na BMG Entertainment antes de entrar para os videogames.

## Artistas[3]
- Seth Troxler
- Kerri Chandler
- Rampa
- Sama’ Abdulhadi,
- Carl Craig
- TOKiMONSTA
- Red Axes
- Adam Beyer
- Margaret Dygas
- tINI
- DJ Tennis
- Moodymann